# Ga Hopo
Ga Hopo là ga của Busan Metro tuyến 2 nằm ở Dong-myeon, Yangsan, Gyeongsang Nam.

## Liên kết
- Mạng thông tin trạm từ Tổng công ty vận chuyển Busan (tiếng Hàn)